# Pristina longisoma
Pristina longisoma är en ringmaskart som beskrevs av Harman 1977. Pristina longisoma ingår i släktet Pristina och familjen glattmaskar. Inga underarter finns listade i Catalogue of Life.